# Février 1828

## Événements
- 21 février : paix de Turkmantchaï entre la Russie et la Perse, imposée par le général Paskievitch. La Perse cède à la Russie les provinces d’Erevan et de Nakhitchevan. Le tsar perçoit 3 millions de roubles d’indemnités de guerre. La frontière est délimitée par la rivière Araxe. La liberté de commerce est accordée aux marchands russes. Le traité prévoit le droit pour tous les Arméniens habitant la Perse de se transporter dans les provinces annexées par la Russie : 35 000 arméniens de la région d’Ourmia usent de cette possibilité. Les Russes les accueillent, espérant que l’attitude amicale des Arméniens turcs en ferait des alliés en cas de nouvelles hostilités.

## Naissances
- 8 février : Jules Verne, romancier français († 24 mars 1905).
- 10 février : Adolphe Perraud, cardinal français, oratorien, évêque d'Autun († 10 février 1906).
- 18 février : Dom Gréa, ecclésiastique français fondateur des Chanoines réguliers de l'Immaculée Conception († 23 février 1917).

## Décès
- 7 février : Henri-François Riesener, peintre français (° 19 octobre 1767).